# Szent Szaniszló
Szent Szaniszló (Szczepanów, 1030. július 26. – Krakkó, 1079. április 11.) lengyel püspök és vértanú, Lengyelország védőszentje.
A hagyomány szerint Szczepanówban (Istvánfalva) született (az angol és lengyel társlap szerint 1030. július 26-án). Bár lovagi családból származott, családja nem volt gazdag. Krakkóban, Gnieznóban és feltehetően Párizsban tanult. Hazatérése után Lamberto Zula krakkói püspök kanonokká nevezte ki. A püspök halála után II. Merész Boleszláv javaslatára II. Sándor pápa Krakkó püspökévé nevezte ki. Hivatalát 1072-ben, felszentelése után foglalta el. Kedvező körülmények mellett látott hozzá a térítésekhez és a nyugatról magával hozott reformok megvalósításához. 
Szaniszló halálával kapcsolatban két elmélet létezik. A hagyományos lengyel történetírás szerint, amely a 12.-13. század fordulóján élt Wincenty Kadłubek krakkói püspök krónikájából indul ki, a király és a püspök közti viszony megromlott, Szaniszló kiközösítette II. Boleszlávot, ezért a király a Szent Mihály-templomban megölette Szaniszlót. Szaniszlót mint felségárulót megcsonkították, kezét és lábait levágták. Újabb kutatások szerint, amelyek forrása a korban közeli Gallus Anonymus krónikája, Szaniszló bűnt követett el, ami miatt Boleszláv haragra gyúlt és elrendelte a püspök kivégzését. (A krónikás az erkölcsi értelemben vett peccatum szót használta.) Először a templom melletti temetőben temették el, majd 1088-ban kiemelték és átvitték a waweli székesegyházba. 
Sírjához kezdetben elsősorban szegények jártak. 1229-ben elindult a szentté avatás. 1253-ban IV. Ince pápa Assisiben szentté avatta. A 14. századtól kezdve a lengyel királyokat Szent Szaniszló sírja mellett koronázták meg. 1594-ben május 7-ére vették fel az ünnepét a Római Kalendáriumban, azonban 1969-ben megemlékezését áthelyezték április 11-ére, mivel a krakkói káptalan halottas könyve alapján ezen a napon szenvedett vértanúságot.